# Xosé Manuel Olveira
Xosé Manuel Olveira Gallardo "Pico" (Muros, La Coruña, 7 de septiembre de 1955 - Santiago de Compostela, 13 de junio de 2013) fue un actor español. Durante su carrera participó en numerosos espectáculos teatrales. 
Fue presidente de la Academia Galega do Audiovisual, organizadora de los premios Mestre Mateo, entre los años 2009 y 2011.

## Biografía
Xosé Manuel Olveira comenzó su carrera de actor en el mundo del teatro con la compañía Ditea, permaneciendo en esta hasta el año 1984. Al año siguiente, en 1985, comenzó a colaborar con el Centro Dramático Galego, con el que llegó a participar en varias de sus producciones durante los años 1980 y 1990.
Posteriormente pasaría al mundo de la televisión, apareciendo en series como Mareas vivas, interpretando el papel del sacerdote don Amancio, Pratos combinados, donde interpretaba al abogado Pedro Barreiro, o en Padre Casares, donde ejercía el papel de obispo.
En cine cabe salientar su colaboración en títulos como Mar adentro (2004) o Celda 211 (2009), así como en otras producciones gallegas como Blanca Madison (1998), A vida que che espera (2004), O ano da carracha (2004) o Máis ca irmáns (2005). 
Entre 2009 y 2011 fue el presidente de la Academia Galega do Audiovisual. Falleció el 13 de junio de 2013, a los 58 años de edad, a causa de un cáncer que ya había hecho que tuviera que retirarse de los escenarios meses antes.

## Obra

### Películas
- Eu, o tolo (1982), de Chano Piñeiro.
- Sempre Xonxa (1989), de Chano Piñeiro.
- Huidos (1993), de Sancho Gracia.
- A Fiestra valdeira (1994), de Xulio Lago.
- El rey del río (1995), de Manuel Gutiérrez Aragón.
- Blanca Madison (1998), de Carlos Amil.
- El pianista (1998), de Mario Gas.
- La rosa de piedra (1999), de Manuel Palacios.
- La lengua de las mariposas (1999), de José Luis Cuerda.
- Cuando vuelvas a mi lado (1999), de Gracia Querejeta.
- Entre bateas (2002) (Televisión), de Jorge Coira.
- O lapis do carpinteiro (2002), de Antón Reixa.
- La vida que te espera (2004), de Manuel Gutiérrez Aragón.
- O ano da carracha (2004), de Jorge Coira.
- Mar adentro (2004), de Alejandro Amenábar.
- La canción de Fémerlin (2005), de Manuel Pena.
- Máis ca irmáns (2005) (Televisión), de Ramón Costafreda.
- A biblioteca da iguana (2006), de Antón Dobao.
- La noche que dejó de llover (2008), de Alfonso Zarauza.
- Celda 211 (2009), de Daniel Monzón.
- Retornos (2010), de Luis Avilés.
- 18 comidas (2010), de Jorge Coira.
- Sinbad (2011), de Antón Dobao.
- Doentes (2011), de Gustavo Balza.
- Os mortos van as presas (2009), de Ángel de la Cruz.
- O Apóstolo (2012), de Fernando Cortizo.

### Cortometrajes
- Os paxaros morren no aire (1978), de Chano Piñeiro.
- Esperanza (1986), de Chano Piñeiro.
- A todo tren (1995), de Lidia Mosquera.
- O cambio (1997), de Ignacio Vilar.
- ¿A ti como se che di adeus? (1999), de Jorge Coira.
- Una luz encendida (2000), de Alber Ponte.
- Alzheimer (2000), de Álex Sampayo.
- Xinetes na tormenta (2001), de Ricardo Llovo.
- A Subela (2002), de Luis Avilés.
- La buena caligrafía (2004), de Álex Sampayo.
- O ladrón de Bonecas (2005), de Fernando Cortizo.
- Leo (2007), de Fernando Cortizo.
- Séptimo Asalto (2008), de Germán Pérez Iglesias.

### Televisión
- Mareas vivas (1998) (Don Amancio, párroco; personaje fijo). TVG.
- Un mundo de historias (2001) (personaje fijo). TVG.
- Pratos combinados (Pedro Barreiro, abogado; personaje fijo). TVG.
- Hospital Central (personaje episódico). Telecinco.
- Quart (2007) (personaje episódico). Antena 3.
- Cuéntame cómo pasó (2008) (personaje episódico). TVE.
- Padre Casares (2008) (personaje fijo). TVG.
- Piratas (2011) (personaje episódico). Telecinco
- El tiempo entre costuras (2013) (personaje episódico). Antena 3
- A vida por diante  (2006/2007) (personaje episódico).